# Rick Parfitt
Rick Parfitt, właśc. Richard John Parfitt (ur. 12 października 1948, zm. 24 grudnia 2016 w Marbelli) – brytyjski gitarzysta i wokalista, członek brytyjskiej grupy rockowej Status Quo. Razem z Francisem Rossim został w 2010 uhonorowany tytułem Oficera Orderu Imperium Brytyjskiego (OBE) za zasługi dla muzyki i działalność dobroczynną.

## Życiorys

### Kariera

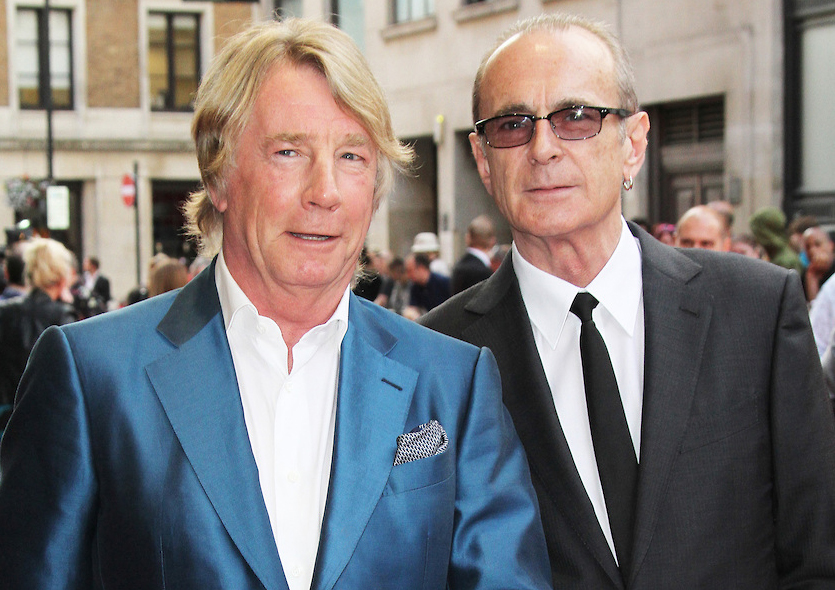
Parfitt, Rossi, 2013

Wychowywał się w Woking w hrabstwie Surrey w Anglii. Mając 11 lat zaczął grać na gitarze. W 1965 roku Parfitt spotkał Francisa Rossiego, gdy ten ostatni grał już ze swoim zespołem. Dwa lata później Parfitt, Rossi, Alan Lancaster, John Coghlan i Roy Lynes utworzyli Status Quo.
Mimo iż skład Status Quo zmieniał się dość często, Rick Parfitt pozostał jego stałym członkiem (dłużej w zespole jest tylko Rossi). Jest współautorem takich przebojów, jak „Whatever You Want”, „Again and Again”, „Rain”, „Living on an Island”.
W 1985, gdy działalność Status Quo została tymczasowo zawieszona, nagrał solowy album Recorded Delivery, który jednak nie został nigdy wydany. Wśród muzyków sesyjnych, biorących udział w nagraniach, byli John „Rhino” Edwards i Jeff Rich, którzy później dołączyli do Status Quo. Cztery utwory z niewydanego albumu ukazały się jako strony B singli Status Quo, w tym „Don’t Give It Up” (pod nowym tytułem „Red Sky”) oraz „Long Legged Girls” (pod tytułem „Dreamin’”).
Wystąpił w sensacyjnej komedii przygodowej Bula Quo! (2013) z udziałem Jona Lovitza.

### Sprzęt muzyczny
Rick Parfitt używał gitary Fender Telecaster z 1965. Jest to model niemal identyczny ze sklepowym oryginałem, oprócz mostka marki Badass. Poza tym Parfitt grał na gitarach: Gibson SG, Zemaitus, Schecter, Fender Esquire, Chet Atkins. Używał wzmacniaczy Marshalla JCM800 lub JCM900.

## Życie prywatne
Pierwszą żonę, Mariettę, poznał w latach 1970. w Niemczech. Ich córka Heidi utonęła w wieku dwóch lat. Po rozpadzie tego małżeństwa ożenił się z Patty Beedon. Mieli syna Harry’ego. Z trzecią żoną, Lindsay Whitburn, miał bliźnięta: Tommy’ego i Lily.
W wywiadzie opublikowanym w 1980 roku przyznał się do posiadania pięciu samochodów marki Porsche. Wcześniej miał też jacht i samolot. Jacht został jednak w końcu sprzedany ze względu na koszty utrzymania, a samolotu Parfitt pozbył się uznawszy, że jednosilnikowe maszyny są zbyt niebezpieczne.
Przeżył trzy razy zawał serca – w grudniu 2011, sierpniu 2014 i czerwcu 2016.
Zmarł w Wigilię 24 grudnia 2016 w szpitalu w Marbelli na południu Hiszpanii w wieku 68 lat. Dwa dni wcześniej (22 grudnia) wieczorem został przyjęty do szpitala z powodu komplikacji wywołanych urazem ramienia.
Według rodziny i menadżera Parfitt, który ze względów zdrowotnych nie grał już ze Status Quo, zamierzał poświęcić się karierze solowej i planował wydanie w 2017 roku własnego albumu.